# Eisner-díj a legjobb írónak
Ebben a listában az Eisner-díj „legjobb író” kategóriájának jelöltjei és nyertesei találhatóak.
| Év   | Író                          | Munkák (és kiadók) |                     |
| ---- | ---------------------------- | --- | ------------------- |
| 2013 | Ed Brubaker                  | Fatale (Image Comics) |                     |
| 2013 | Matt Fraction                | Hawkeye; Casanova: Avaritia (Marvel Comics) |                     |
| 2013 | Brandon Graham               | Multiple Warheads, Prophet (Image Comics) |                     |
| 2013 | Jonathan Hickman             | The Manhattan Projects (Image Comics) |                     |
| 2013 | Brian K. Vaughan             | Saga (Image Comics) |                     |
| 2013 | Frank M. Young               | The Carter Family (Abrams ComicArts) |                     |
| 2012 | Cullen Bunn                  | The Sixth Gun (Oni Press) |                     |
| 2012 | Mike Carey                   | The Unwritten (Vertigo) |                     |
| 2012 | Jeff Jensen                  | Green River Killer: A True Detective Story (Dark Horse Comics) |                     |
| 2012 | Jeff Lemire                  | Animal Man, Flashpoint: Frankenstein and the Creatures of the Unknown, Frankenstein: Agent of S.H.A.D.E. (DC Comics) és Sweet Tooth (Vertigo)                                    |                     |
| 2012 | Mark Waid                    | Irredeemable, Incorruptible (Boom! Studios) és Daredevil (Marvel Comics) |                     |
| 2011 | Ian Boothby                  | Comic Book Guy: The Comic Book, Futurama Comics 47–50., Simpsons Comics 162., 168., Simpsons Super Spectacular 11–12. (Bongo Comics Group)                                       |                     |
| 2011 | Joe Hill                     | Locke and Key (IDW Publishing) |                     |
| 2011 | John Layman                  | Chew (Image Comics) |                     |
| 2011 | Jim McCann                   | Return of the Dapper Men (Archaia Studios Press) |                     |
| 2011 | Nick Spencer                 | Morning Glories; Shuddertown; Forgetless; Existence 3.0 (Image Comics) |                     |
| 2010 | Ed Brubaker                  | Captain America, Daredevil, Marvels Project (Marvel Comics) Criminal, Incognito (Marvel Icon)                                                                                    |                     |
| 2010 | Geoff Johns                  | Adventure Comics, Blackest Night, The Flash: Rebirth, Superman: Secret Origin (DC Comics)                                                                                        |                     |
| 2010 | James Robinson               | Justice League: Cry for Justice (DC Comics) |                     |
| 2010 | Mark Waid                    | Irredeemable, The Incredibles (Boom! Studios) |                     |
| 2010 | Bill Willingham              | Fables (Vertigo) |                     |
| 2009 | Joe Hill                     | Lock and Key (IDW Publishing) |                     |
| 2009 | J. Michael Straczynski       | Thor, The Twelve (Marvel Comics) |                     |
| 2009 | Mariko Tamaki                | Skim (Groundwood Books) |                     |
| 2009 | Matt Wagner                  | Zorro (Dynamite Entertainment), Madame Xanadu (Vertigo) |                     |
| 2009 | Bill Willingham              | Fables, House of Mystery (Vertigo) |                     |
| 2008 | Ed Brubaker                  | Captain America, Daredevil, The Immortal Iron Fist (Marvel Comics), Criminal (Marvel Icon)                                                                                       |                     |
| 2008 | James Sturm                  | Satchel Paige: Striking Out Jim Crow (The Center for Cartoon Studies) |                     |
| 2008 | Brian K. Vaughan             | Buffy the Vampire Slayer Season Eight (Dark Horse Comics), Ex Machina (Wildstorm), Y: The Last Man (Vertigo)                                                                     |                     |
| 2008 | Joss Whedon                  | Astonishing X-Men (Marvel Comics), Buffy the Vampire Slayer Season Eight (Dark Horse Comics)                                                                                     |                     |
| 2008 | Brian Wood                   | DMZ, Northlanders (Vertigo), Local (Oni Press) |                     |
| 2007 | Ed Brubaker                  | Captain America, Daredevil (Marvel Comics), Criminal (Marvel Icon) |                     |
| 2007 | Bob Burden                   | Gumby (Wildcard Production) |                     |
| 2007 | Ian Edginton                 | Scarlet Traces: The Great Game (Dark Horse Comics) |                     |
| 2007 | Grant Morrison               | All-Star Superman, Batman, 52, Seven Soldiers (DC Comics) |                     |
| 2007 | Bill Willingham              | Fables, Jack of Fables, Fables: 1001 Nights of Snowfall (Vertigo) |                     |
| 2006 | Warren Ellis                 | Fell (Image Comics), Down (Top Cow/Image Comics), Desolation Jones, Ocean, Planetary (Wildstorm)                                                                                 |                     |
| 2006 | Allan Heinberg               | Young Avengers (Marvel Comics) |                     |
| 2006 | Alan Moore                   | Promethea, Top Ten: The Forty-Niners (America’s Best Comics) |                     |
| 2006 | Grant Morrison               | Seven Soldiers, All-Star Superman (DC Comics) |                     |
| 2006 | Brian K. Vaughan             | Ex Machina (Wildstorm), Y: The Last Man (Vertigo), Runaways (Marvel Comics) |                     |
| 2005 | Steve Niles                  | 30 Days of Night: Return to Barrow, 30 Days of Night: Bloodsucker Tales, Aleister Arcane (IDW Publishing), Freaks of the Heartland, Last Train to Deadsville (Dark Horse Comics) |                     |
| 2005 | Greg Rucka                   | Queen and Country (Oni Press), Gotham Central (DC Comics) |                     |
| 2005 | Brian K. Vaughan             | Y: The Last Man (Vertigo), Ex Machina (Wildstorm); Runaways (Marvel Comics) |                     |
| 2005 | Joss Whedon                  | Astonishing X-Men (Marvel Comics) |                     |
| 2005 | Bill Willingham              | Fables (Vertigo) |                     |
| 2004 | Brian Azzarello              | 100 Bullets, Sgt. Rock: Between Hell and Hard Place (Vertigo), Batman (DC Comics)                                                                                                |                     |
| 2004 | Brian Michael Bendis         | Alias, Daredevil, Ultimate Spider-Man, Ultimate X-Men (Marvel Comics), Powers (Image Comics)                                                                                     |                     |
| 2004 | Ed Brubaker                  | Catwoman, Detective Comics, Gotham Central (DC Comics), Sleeper (Wildstorm) |                     |
| 2004 | Warren Ellis                 | Orbiter (Vertigo), Global Frequency, Red, Planetary, Planetary/Batman: Night on Earth (Wildstorm)                                                                                |                     |
| 2004 | Alan Moore                   | The League of Extraordinary Gentlemen, Promethea, Smax, Tom Strong, Tom Strong’s Terrific Tales (America’s Best Comics)                                                          |                     |
| 2004 | Greg Rucka                   | Queen and Country (Oni Press), Gotham Central, Wonder Woman (DC Comics), Wolverine (Marvel Comics)                                                                               |                     |
| 2003 | Brian Michael Bendis         | Powers (Image Comics), Alias, Daredevil, Ultimate Spider-Man (Marvel Comics) |                     |
| 2003 | Ed Brubaker                  | Catwoman, Detective Comics, Gotham Central (DC Comics) |                     |
| 2003 | Bruce Jones                  | The Incredible Hulk (Marvel Comics) |                     |
| 2003 | Greg Rucka                   | Queen and Country (Oni Press), Gotham Central, Wonder Woman: The Hiketeia (DC Comics)                                                                                            |                     |
| 2003 | Bill Willingham              | Fables (Vertigo) |                     |
| 2002 | Brian Azzarello              | 100 Bullets, Hellblazer (Vertigo) |                     |
| 2002 | Brian Michael Bendis         | Powers (Image Comics), Alias, Daredevil, Ultimate Spider-Man (Marvel Comics) |                     |
| 2002 | Grant Morrison               | Fantastic Four: 1234, New X-Men (Marvel Comics) |                     |
| 2002 | Greg Rucka                   | Queen and Country (Oni Press), Detective Comics (DC Comics) |                     |
| 2002 | Mark Waid                    | Ruse (CrossGen Comics) |                     |
| 2001 | Brian Michael Bendis         | Powers (Image Comics), Fortune and Glory (Oni Press), Ultimate Spider-Man (Marvel Comics)                                                                                        |                     |
| 2001 | Mike Carey                   | Lucifer (Vertigo) |                     |
| 2001 | Garth Ennis                  | Preacher (Vertigo) |                     |
| 2001 | Mark Millar                  | The Authority (Wildstorm), Ultimate X-Men (Marvel Comics) |                     |
| 2001 | Alan Moore                   | The League of Extraordinary Gentlemen, Promethea, Tom Strong, Top Ten, Tomorrow Stories (America’s Best Comics)                                                                  |                     |
| 2000 | Ed Brubaker                  | Scene of the Crime (Vertigo) |                     |
| 2000 | Warren Ellis                 | The Authority, Planetary (Wildstorm), Transmetropolitan (Vertigo) |                     |
| 2000 | Mark Millar                  | Superman Adventures (DC Comics) |                     |
| 2000 | Alan Moore                   | The League of Extraordinary Gentlemen, Promethea, Tom Strong, Tomorrow Stories, Top Ten (America’s Best Comics)                                                                  |                     |
| 2000 | Greg Rucka                   | Whiteout: Melt (Oni Press) |                     |
| 1999 | Kurt Busiek                  | Kurt Busiek’s Astro City (Homage Comics, Wildstorm és Image Comics), The Avengers (Marvel Comics)                                                                                |                     |
| 1999 | Jeph Loeb                    | Superman for All Seasons (DC Comics) |                     |
| 1999 | Greg Rucka                   | Whiteout (Oni Press) |                     |
| 1999 | Steven Seagle                | Oni Double Feature 10.: Drive By (Oni Press), Sandman Mystery Theatre (Vertigo)                                                                                                  |                     |
| 1999 | Matt Wagner                  | Grendel: Black, White, and Red (Dark Horse Comics) |                     |
| 1998 | Kurt Busiek                  | Kurt Busiek’s Astro City (Homage Comics, Wildstorm és Image Comics), The Wizard’s Tale (Jukebox Productions, Homage Comics)                                                      |                     |
| 1998 | Garth Ennis                  | Hitman (DC Comics), Preacher, Unknown Soldier (Vertigo), Blood Mary: Lady Liberty (Helix)                                                                                        |                     |
| 1998 | Scott McCloud                | Superman Adventures (DC Comics) |                     |
| 1998 | John Ostrander               | The Spectre, The Kents (DC Comics), Nightwing (Tangent Comics) |                     |
| 1998 | James Robinson               | Starman, The Shade (DC Comics), Green Lantern (Tangent Comics), Leave It to Chance (Homage Comics)                                                                               |                     |
| 1997 | Kurt Busiek                  | Kurt Busiek’s Astro City (Jukebox Productions, Homage Comics), Untold Tales of Spider-Man (Marvel Comics)                                                                        |                     |
| 1997 | Neil Gaiman                  | The Sandman, Death: The Time of Your Life (Vertigo) |                     |
| 1997 | Alan Moore                   | From Hell (Kitchen Sink Press), Supreme (Maximum Press) |                     |
| 1997 | John Ostrander               | The Spectre (DC Comics) |                     |
| 1997 | James Robinson               | Starman (DC Comics), Leave It to Chance (Homage Comics) |                     |
| 1997 | Mark Waid                    | Flash, Impulse, Kingdom Come (DC Comics), Captain America (Marvel Comics) |                     |
| 1996 | Kurt Busiek                  | Kurt Busiek’s Astro City (Jukebox Productions, Image Comics) |                     |
| 1996 | Garth Ennis                  | Preacher, Goddess (Vertigo) |                     |
| 1996 | Neil Gaiman                  | The Sandman (Vertigo) |                     |
| 1996 | Alan Moore                   | From Hell (Kitchen Sink Press) |                     |
| 1996 | Grant Morrison               | The Invisibles (Vertigo) |                     |
| 1995 | Dwayne McDuffie              | Icon (Milestone Media) |                     |
| 1995 | Alan Moore                   | From Hell (Kitchen Sink Press) |                     |
| 1995 | Harvey Pekar                 | American Splendor: A Step Out of the Nest (Dark Horse Comics), Our Cancer Year (Four Walls Eight Windows)                                                                        |                     |
| 1995 | James Robinson               | Starman (DC Comics), Witchcraft (Vertigo) |                     |
| 1995 | Matt Wagner és Steven Seagle | Sandman Mystery Theatre (Vertigo) |                     |
| 1994 | Peter David                  | The Incredible Hulk, The Incredible Hulk: Future Imperfect (Marvel Comics) |                     |
| 1994 | Garth Ennis                  | Hellblazer (Vertigo) |                     |
| 1994 | Neil Gaiman                  | The Sandman, Death: The High Cost of Living (Vertigo) |                     |
| 1994 | Alan Moore                   | 1963, Spawn 8. (Image Comics), A Small Killing (VG Graphics, Dark Horse Comics)                                                                                                  |                     |
| 1994 | Dave Sim                     | Cerebus (Aardvark-Vanaheim), Spawn 10. (Image Comics) |                     |
| 1993 | Peter Bagge                  | Hate (Fantagraphics Books) |                     |
| 1993 | Dennis Eichhorn              | Real Stuff (Fantagraphics Books) |                     |
| 1993 | Garth Ennis                  | Hellblazer (Vertigo) |                     |
| 1993 | Neil Gaiman                  | Miracleman (Eclipse Comics), The Sandman (Vertigo) |                     |
| 1993 | Roberta Gregory              | Naughty Bits (Fantagraphics Books) |                     |
| 1993 | Frank Miller                 | Dark Horse Presents: Sin City (Dark Horse Comics) |                     |
| 1993 | Alan Moore                   | Taboo: From Hell és Lost Girls (SpiderBaby Graphix, Tundra Publishing) |                     |
| 1993 | Dave Sim                     | Cerebus (Aardvark-Vanaheim) |                     |
| 1992 | Peter Bagge                  | Hate (Fantagraphics Books) |                     |
| 1992 | Sarah Byam                   | Billi 99 (Dark Horse Comics) |                     |
| 1992 | Neil Gaiman                  | The Sandman, The Books of Magic (Vertigo), Miracleman (Eclipse Comics) |                     |
| 1992 | Alan Moore                   | From Hell, Lost Girls (Spiderbaby Grafix, Tundra Publishing) |                     |
| 1992 | Grant Morrison               | Doom Patrol (Vertigo) |                     |
| 1992 | Harvey Pekar                 | American Splendor (Tundra Publishing) |                     |
| 1992 | Dave Sim                     | Cerebus (Aardvark-Vanaheim) |                     |
| 1991 | Neil Gaiman                  | The Sandman (Vertigo) |                     |
| 1991 | Steve Gerber                 | |                     |
| 1991 | Gilbert Hernandez            | Love and Rockets (Fantagraphics Books) |                     |
| 1991 | Scott McCloud                | Zot! (Kitchen Sink Press) |                     |
| 1991 | Frank Miller                 | |                     |
| 1991 | Alan Moore                   | Miracleman (Eclipse Comics) |                     |
| 1991 | Grant Morrison               | |                     |
| 1991 | Dave Sim                     | Cerebus (Aardvard-Vanaheim) |                     |
| 1991 | James Vance                  | |                     |
| 1991 | Kate Worley                  | Omaha the Cat Dancer (Kitchen Sink Press) |                     |
| 1990 | Nem osztottak díjat          | Nem osztottak díjat | Nem osztottak díjat |
| 1989 | Mike Baron                   | Nexus (First Comics) |                     |
| 1989 | William Messner-Loebs        | Jonny Quest (Comico Comics) |                     |
| 1989 | Alan Moore                   | Batman: The Killing Joke (DC Comics) |                     |
| 1989 | Grant Morrison               | Animal Man (DC Comics) |                     |
| 1989 | Ann Nocenti                  | Daredevil (Marvel Comics) |                     |
| 1988 | Mike Baron                   | Nexus (First Comics) |                     |
| 1988 | Paul Chadwick                | Concrete (Dark Horse Comics) |                     |
| 1988 | Alan Moore                   | Watchmen (DC Comics) |                     |
| 1988 | Matt Wagner                  | Grendel (Comico Comics) |                     |